# Paratamboicus granulata
Paratamboicus granulata is een hooiwagen uit de familie Sclerosomatidae.